# Wibauthuis

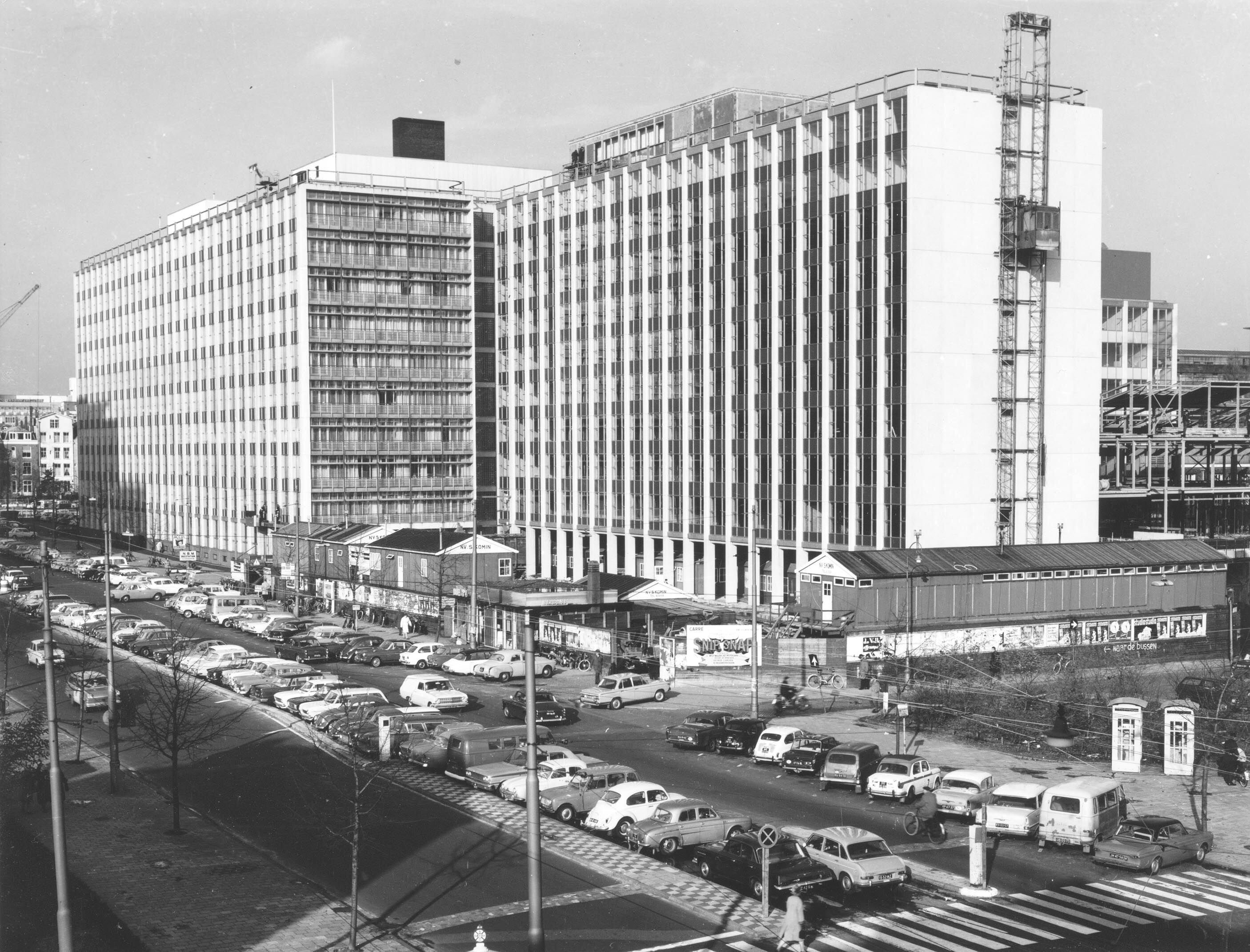
Het Wibauthuis aan de Wibautstraat 3 in Amsterdam-Oost kort voor de voltooiing in 1968, gezien vanuit het zuiden.

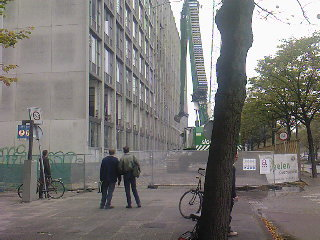
Twee mensen kijken toe hoe het Wibauthuis gesloopt wordt; 2007.

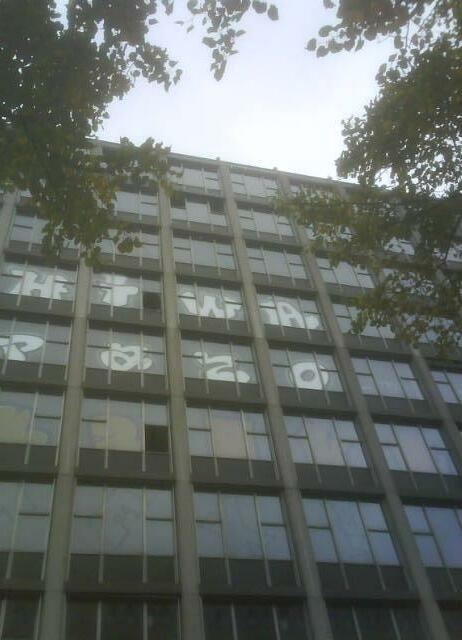
Gevel van het Wibauthuis; 2007.

Het Wibauthuis was een kantoorgebouw in Amsterdam-Oost, net buiten het centrum van de stad, gelegen aan het Rhijnspoorplein en de Wibautstraat. De hoofdingang was Wibautstraat 3. Het is gebouwd in de jaren 1961-1968 en gesloopt in 2007.

## Geschiedenis
Het Wibauthuis was vernoemd naar Floor Wibaut (1859-1936) en ontworpen door architect Norbert Gawronski (1925-2021) en de Dienst Publieke Werken van de Gemeente Amsterdam. Het was bedoeld om de ambtenaren van de gemeentelijke instanties Bouw- en Woningtoezicht, de Woningdienst en Publieke Werken zelf te huisvesten. Deze zaten tot het gereedkomen van het omvangrijke pand verspreid over vele locaties in de stad.
Het werd in twee fasen in de jaren 1961-1968 gebouwd. Om rap te kunnen bouwen werd voor het overgrote deel gebruikgemaakt van prefabbouw. Geprefabriceerde onderdelen - van puien tot betonplaten - werden elders fabrieksmatig geproduceerd, vervoerd naar de bouwplaats en aldaar op de bouwlocatie in elkaar gezet om uiteindelijk één geheel te worden. Dat had tot gevolg dat het Wibauthuis er in zekere zin als een bouwpakket uitzag: verticaliserend sierbeton en steeds herhaalde gevelelementen. Achter het Wibauthuis verrees in 1963 het busstation Van Musschenbroekstraat.

### Na 1990
Na decentralisatie in de jaren negentig van de gemeentelijke diensten over de diverse stadsdelen werd het grote gebouw door de gemeente Amsterdam verlaten. De Hogeschool van Amsterdam nam tijdelijk zijn intrek. Naast het eigen gebruik verhuurde men ruimtes in het Wibauthuis aan allerhande (internet)bedrijfjes. Het gebouw voldeed volgens de HvA op de langere duur niet aan de eisen die aan een onderwijsgebouw gesteld worden in de 21e eeuw. In de zomer van 2006 startte dan ook de sloop van het pand met de kleine achtervleugel die dwars op het pand stond; in het najaar van 2007 verdween vervolgens in twee maanden tijd het grote volume - de twee hoofddelen van het gebouw, parallel aan de Wibautstraat.

## Esthetiek: mooi of lelijk?
Vrijwel vanaf zijn oplevering heeft het spraakmakende pand kenners en leken in twee kampen verdeeld.

### Tegen
De ene groep vond het gebouw lelijk. Het werd vergeleken met bouw zoals die ook in Oost-Europa in ruime mate werd opgeleverd: grijs beton en deprimerend. Het pand scoorde bij enquêtes onder de Amsterdamse bevolking steevast hoog op de lijst van lelijkste gebouwen. Daarbij moet wel worden aangemerkt dat in dergelijke gevallen alleen de tegenstanders hun mening geven. Wat ook zonder meer van invloed was, is dat vele Amsterdammers de Wibautstraat een van de lelijkste straten van Amsterdam vonden, met tot de herinrichting die startte rond 2010, een onprettig verblijfklimaat, en deze niet zelden typeerden als "een grijs verkeersriool". Tevens wordt wel beweerd dat de aversie tegen het pand voortkwam uit een antipathie jegens de gebruikers; het Wibauthuis stond voor velen symbool voor de ambtenarenbunker van waaruit de gevestigde orde kritiekloos zijn onaanvechtbaar gewaande stadsvernieuwingsplannen doordrukte.

### Voor
Anderen roemden het gebouw omwille van zijn architectonische eenvoud en efficiënte (kantoor)inrichting. Zij vonden het een voorbeeld van de typerende jaren 60-kantoren, en de toen toegepaste bouwstijl en -materialen. Deze architectuur, die vaak 'optimistisch' genoemd wordt, kwam het begin van de 21e eeuw en masse onder de slopershamer. De voortvarendheid waarmee die sloopwoede zich voltrok, heeft een steeds luider wordend protest tegen de afbraak van deze naoorlogse, modernistische bouwwerken doen aanzwellen, omdat tot monumentenbeschermers doordrong dat een gat in de architectuurgeschiedenis dreigde te ontstaan.
Dat kon niet voorkomen dat het Wibauthuis in 2007 eraan ging, net als in 2006 de 'Sandbergvleugel' uit 1954 van het Stedelijk Museum Amsterdam), ontworpen door de architecten Piet Elling en Benjamin Merkelbach en in 2009 het voormalig stationspostkantoor (later bekend als Post CS-gebouw uit 1968 met daarin tijdelijk gevestigd Club 11. Maar het besef dat ook jonge monumenten het beschermen waard kunnen zijn is gebleven en werkt door richting nieuwe generaties 'jonge oude gebouwen'.

## Een nieuwe toekomst of een nieuw gebouw?

### De plannen van de Hogeschool
In de loop van de jaren negentig kwamen de drie markante gebouwen die bijna vier decennia lang gezamenlijk de kop van de Wibautstraat domineerden: het Wibauthuis, het kantoor van de Belastingdienst (Kohnstammhuis) en het gebouw van de Raad van Arbeid (Singelgrachtgebouw) leeg te staan; de ambtelijke diensten die hen hadden bevolkt waren er een voor een uitgetrokken. Het voortbestaan van de panden werd daardoor ongewis, tot de Hogeschool van Amsterdam zich als koper van het drietal meldde. Haar oogmerk was om langs de gehele straat tot een onderwijsboulevard te komen, en daar paste voornoemd ensemble perfect in.

### Procedures
De plannen wijzigden echter ten faveure van een nog nauwere concentratie van onderwijs, op voornoemde kop van de Wibautstraat. Na verloop van tijd was in deze voornemens geen plaats meer voor het Wibauthuis. Het werd ongeschikt bevonden voor toekomstig gebruik en zo ontstond de behoefte aan een nieuw gebouw, en daarmee de wens om het bestaande af te breken. Deze plannen zorgden voor grote beroering en brachten de voorstanders van het pand in het geweer. Onder andere omdat de drie voormalige overheidsgebouwen tezamen door menig kenner als architectonisch uniek ensemble van naoorlogse bouwstijlen werden bestempeld, maar vooral omdat het gemeentelijk Bureau Monumentenzorg het Wibauthuis had voorgedragen als monument. Dit verzoek werd door het stadsdeel Oost-Watergraafsmeer echter afgewezen, vanwege de vermeende ongeschiktheid als schoolgebouw. Een aaneenschakeling van juridische procedures, aangespannen door voor- en tegenstanders van het pand, volgde.

### En de winnaar is…
Uiteindelijk bleek het gerechtelijk oordeel "een gebouw dat op de nominatie staat de monumentale status te krijgen is nog geen monument, dus sloop is geoorloofd" doorslaggevend. Het protest dat een buurtbewonerscollectief (zij die als actiecomité "King Kong" streden voor behoud van het Wibauthuis) aantekenden tegen deze uitspraak, werd door de rechter van de hand gewezen, waarna de HvA haar sloopplannen kon voortzetten en effectueren.

## De laatste nieuwe loodjes
De Hogeschool van Amsterdam heeft op het vrijgekomen terrein haar nieuwe, centrale onderkomen laten bouwen. Deze nieuwbouw bestaat uit drie delen: twee schoolgebouwen en een pand met studenten- en starterswoningen. Het hele gebied heeft na oplevering de naam "Amstelcampus" gekregen. Het gros van de onderwijsactiviteiten van de hogeschool zit nu op deze plek in de stad en aldus is de complete kop van de Wibautstraat als HvA-onderwijslocatie ingericht en hebben de ambtenaren definitief plaatsgemaakt voor studenten.
In het voorjaar van 2010 kwam naar buiten (Het Parool, 3 april) dat het zeker tot na 2015 zou gaan duren eer het echter zover is; een richtingenstrijd in het bestuur van fusiepartners HvA en UvA (dat door de kwestie volledig van bezetting is gewisseld), oplopende kosten, bouwvertragingen, en oponthoud door buurtprotesten hebben de plannen in de wielen gereden. Om de financiële tegenvallers te compenseren was de onderwijsinstelling van plan om te bezuinigen op het onderwijs.
Op de plek van het oude Wibauthuis zijn na de sloop uiteindelijk twee nieuwe onderwijsgebouwen gerealiseerd. In 2013 het Muller-Lulofshuis (vernoemd naar Marie Muller-Lulofs; 1854-1954) en in 2015 het (nieuwe) Wibauthuis.